# Александру II Гіца
Олександру Дімітріє Ґіка (1 травня 1796 — січень 1862), член родини Гіка, був князем Волощини з квітня 1834 до 7 жовтня 1842 року, а згодом каймакамом (регентом) з липня 1856 до жовтня 1858 року.

## Сім'я
Він був сином Деметріу Гіки та Євфросинії Караджа. Його братами були Григоре IV Гіца та Міхай Гіца, батько Олени Гіки (псевдонім Дора д'Істрія).

## Біографія
Александру був призначений спільно Османською імперією та Росією (1834-1842) господарем Волощини. За його правління було запроваджено так зване "органічне законодавство"; була зроблена спроба кодифікувати закони відповідно до інститутів країни та забезпечити краще відправлення правосуддя.
Наприкінці свого правління на посаді князя Волощини він був замінений Георге Бібеску, який підтримував Росію.
Помер у Неаполі в 1862 році.